# کلیسای جامع میلاد مریم مقدس صومعه اسنتوگورسکی

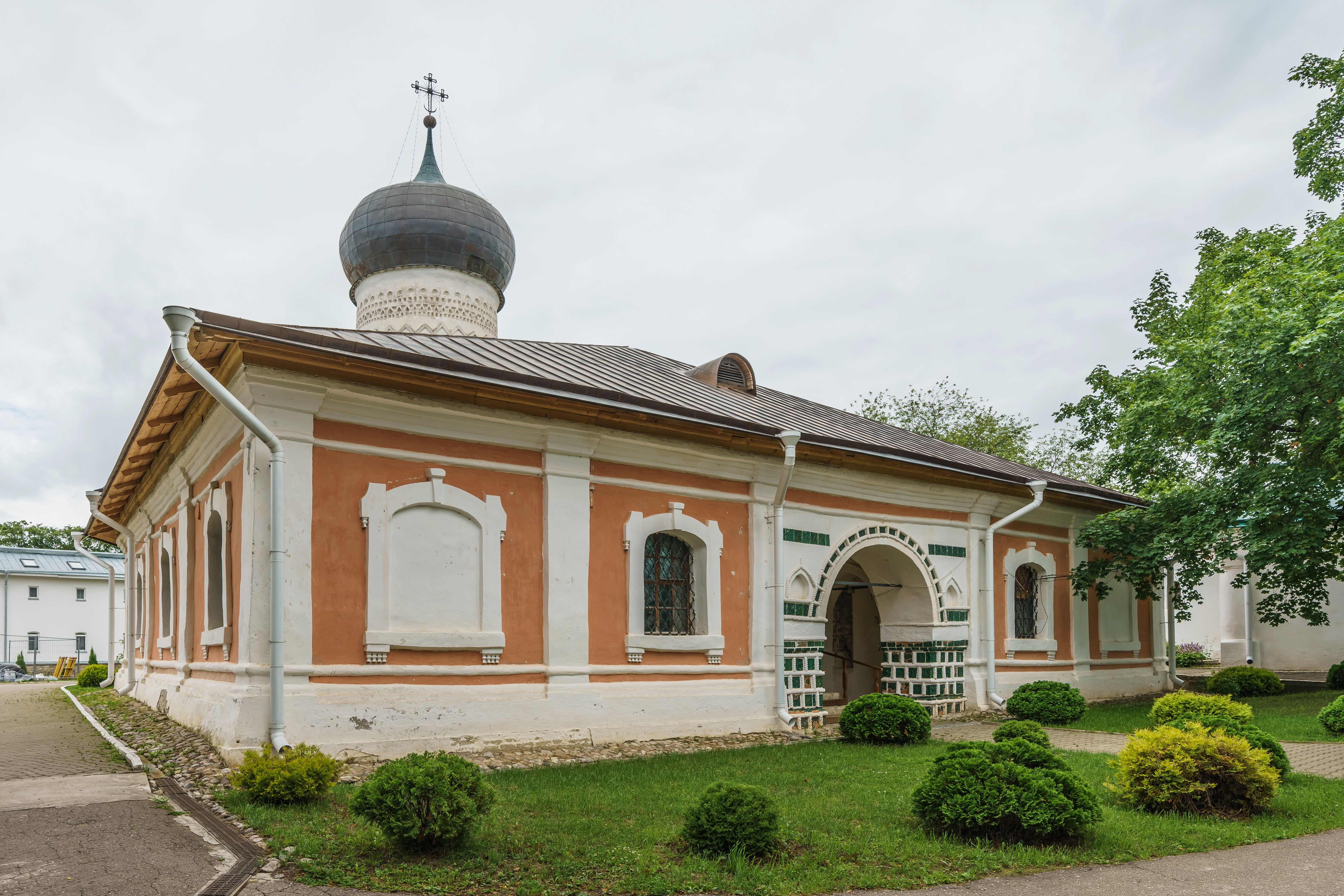

کلیسای جامع میلاد مریم مقدس کاتولیکون صومعه اسنتوگورسکی است. این کلیسا در سال ۱۳۱۱، با الگوبرداری از کلیسای دگرگونی نجات‌دهنده در صومعه میروژا، چند کیلومتر شمال پسکوف، ساخته شد. دیوارهای داخلی کلیسا در سال ۱۳۱۳ با نقاشی‌های فرسک تزئین شد که بخش‌هایی از آن هنوز باقی مانده است. این بنا تنها نمونه باقی‌مانده از این سبک معماری در نیمه نخست قرن چهاردهم است و نمونه‌ای برجسته از مکتب هنری نقاشی دیواری پسکوف به‌شمار می‌رود.

## معماری
این کلیسا ویژگی‌های اصلی معماری صومعه میروژا را که یک و نیم قرن پیش‌تر ساخته شده بود، از جمله نقشه صلیبی‌شکل متقارن، چهار ستون داخلی و سیستم طاق‌بندی آن را تکرار می‌کند. به همین دلیل برخی از پژوهشگران ساخت آن را به قرن سیزدهم، هم‌زمان با تأسیس صومعه اسنتوگورسکی در سال ۱۲۹۹، نسبت داده‌اند.
در اواخر دهه ۱۹۴۰ و اوایل دهه ۱۹۵۰، مرمت‌هایی روی این کلیسا انجام شد. در سال ۱۹۸۵، پروژه‌ای گسترده‌تر برای مرمت آن آغاز شد که منجر به بازسازی تاریخ معماری کلیسا گردید.